# Активність (психологія)
Психічна активність — неодмінний атрибут існування і функціонування психіки людини і тварин.
Активність — це фундаментальна властивість всього живого, вона виступає критерієм відмінності живої матерії від неживої. Вже на ранніх стадіях філогенезу заявляється особлива форма активності, яка забезпечує взаємодію організму з довкіллям. Вона не визначається наперед заданими параметрами довкілля і здатна впливати на зовнішній світ і трансформувати живу істоту, яка на певному етапі розвитку стає суб'єктом власної активності.

## Активність особистості
Активність — одна з основних характеристик особистості, яка полягає в здатності виступати збудником змін у взаєминах з навколишнім світом (на відміну від реактивності, коли джерелом виступає зовнішній стимул).
У психології особистості активність розглядають насамперед у зв'язку з категоріями «діяльність» і «поведінка». Активність — найважливіша характеристика діяльності і часто її розглядають як синонім діяльності (у багатьох європейських мовах вони позначаються одним словом, наприклад в англійській — activity; французькій — activité). Активність особистості проявляється в спрямованості на певну діяльність і вибірковості у доборі засобів і способів поведінки і діяльності. Активна особистість обов'язково виступає як суб'єкт не лише своєї поведінки і діяльності, але і власного життя. Активність тісно пов'язана з такими особистісними характеристиками, як характер, темперамент та іншими.
Важливою складовою поведінки людини є пошукова активність, спрямована на зміну ситуації в умовах нестачі інформації про неї і відсутності прогнозу результатів власних дій. На думку В. С. Ротенберга пошукова активність особистості — суттєвий адаптаційний чинник в умовах психологічного стресу, що дозволяє уникнути його несприятливих психологічних і психосоматичних наслідків.
На особистісному рівні активність суб'єкта може бути не тільки адаптивною (тобто спрямованою на адаптацію до ситуації), а й неадаптивною, що полягає у суперечності між метою та результатом активності індивіда. Неадаптивна активність передбачає продовження діяльності в обраному напрямку, навіть якщо мета не досягнута, і розвиток діяльності, якщо результат виявляється багатшим, ніж вихідні прагнення (В. А. Петровський). Вона може проявлятися як надситуативна активність, або здатність суб'єкта виходити за межі ситуації і ставити перед собою цілі, що не випливають з початкового завдання, а також як наднормативна активність — прагнення перевищувати вимоги, що офіційно пред'являються до діяльності. Надситуативна активність тісно пов'язана з актами творчості. Вона є однією з причин поведінки ризику.
Пізнавальна, або інтелектуальна, активність можна розглядати як одну з форм надситуативної активності, пов'язаної з пізнавальною мотивацією. Інтелектуальна активність, на думку Д. Б. Богоявленської, — найважливіша характеристика креативності особистості, або творчого потенціалу.